# 2586 Matson
2586 Matson è un asteroide della fascia principale. Scoperto nel 1980, presenta un'orbita caratterizzata da un semiasse maggiore pari a 2,3867668 UA e da un'eccentricità di 0,0889524, inclinata di 4,35939° rispetto all'eclittica.